# Frederick Mallalieu
Frederick William Mallalieu (1860 - 10 mai 1932) est un homme politique du Parti libéral du Royaume-Uni.

## Biographie
Fils du fabricant de laine et président de la société de ferronnerie Henry Mallalieu (1831-1902), juge de paix, de Delph Lodge, Delph, Saddleworth, près d' Oldham, Greater Manchester, Mallalieu fait ses études au Huddersfield College . Henry Mallalieu est d'origine modeste, un de dix-neuf enfants du tisserand Joseph Mallalieu, et descendants de Huguenots installés à Saddleworth au début des années 1600. A l'âge de douze ans, Henry travaille comme tisserand à la main ,,,. Le frère de Frédéric, Albert Henry Mallalieu, est le chef de cette famille de Tan-y-Marian, Llandudno ,.
Il est élu député de Colne Valley lors d'une élection partielle en 1916. Il est réélu en tant que libéral de la coalition aux élections générales de 1918, alors qu'en raison de son soutien au gouvernement de coalition de Lloyd George, le Parti conservateur n'a pas présenté de candidat.
Cependant, un candidat conservateur se présente aux élections générales de 1922 et Mallalieu termine à la troisième place, perdant son siège au profit du travailliste Philip Snowden. Sa part des voix est tombée de 58,8% en 1918 à seulement 25,1% en 1922.
Mallalieu ne représente plus le Parlement et meurt en 1932, à l'âge de 71 ans.
Il épouse en 1902 Ann, fille de Joseph Hardman; deux de leurs fils sont élus à la Chambre des communes :
- Lance Mallalieu (né en 1905) est député libéral de Colne Valley de 1931 à 1935, puis député travailliste de Brigg de 1948 à 1974
- William Mallalieu (né en 1908) est député travailliste de Huddersfield de 1945 à 1950, puis de Huddersfield East de 1950 à 1979.

Ann, la fille de Sir William Mallalieu, est une pair travailliste depuis 1991.